# Paco Camarasa
Francisco "Paco" José Camarasa Castellar (Rafelbunyol, 27 de setembro de 1967) é um ex-futebolista espanhol.

## Carreira

### Valencia
Atuou durante toda a carreira apenas no Valencia, tendo começado na equipe B.
Camarasa, que defendeu a Seleção da Espanha na Copa do Mundo de 1994, abandonou os gramados em 2000.